# Pablo Abraham
Pablo Damián Abraham (Chabás, Provincia de Santa Fe, Argentina, 5 de octubre de 1978) es un director técnico argentino de fútbol.

## Trayectoria
Comenzó su carrera como asistente técnico de Jorge Sampaoli en el club Universidad de Chile, en el año 2011. Allí estuvo 8 meses como encargado de analizar videos de los rivales de "la U" y de sus propios jugadores. En 2012, ya como entrenador titular, asume en la banca de Fernández Vial de la Segunda División.
Después de una corta estadía en el Vial, es contratado por Curicó Unido de la Primera B, cuadro que al momento de la llegada de Abraham estaba seriamente complicado con el descenso de categoría. Luego de una gran racha de buenos resultados, logró zafar de caer a Segunda División Profesional y fue confirmado como técnico para la siguiente temporada. En el Torneo de Transición 2013 realiza una excelente campaña y Curicó Unido clasifica a la final del torneo, con solo una derrota en el campeonato, para enfrentarse en la definición a Universidad de Concepción, la cual resulta ganadora y ascendida a Primera División, por lo que los curicanos debieron disputar la Liguilla de Promoción, contra Cobresal, en donde nuevamente no lograron aprovechar la opción y no pudieron ascender, quedando relegados a la Primera B para la próxima campaña.
Tras cinco fechas de iniciado el Torneo 2013-2014, y con buenos resultados teniendo al equipo en la parte alta de la tabla, Abraham renuncia sorpresivamente a la banca maulina, para fichar por Ñublense de Chillán, archirrival del Curi, lo que produjo un fuerte malestar en sus hinchas al considerarlo una traición, quienes siempre le recriminan este hecho al técnico cada vez que debe visitar el Estadio La Granja. En "Los Diablos rojos" no tuvo un buen rendimiento y fue despedido de la institución, en abril de 2014.
El 4 de junio de 2014, asumió un nuevo desafío, esta vez en Deportes Temuco, club que quedó lejos de la primera posición de la tabla, que otorgó el ascenso a Primera División. Aun así, el argentino tenía un acuerdo con la dirigencia para continuar al mando del elenco albiverde para la edición 2015-16 de la Primera B, pero el 7 de junio de 2015 se hizo oficial la desvinculación del estratega de la banca de Temuco, en extrañas y polémicas circunstancias. Al volver de sus vacaciones en Argentina, el DT firmó en Magallanes por una temporada.
Pensando en la Primera B 2016-2017, Ñublense vuelve a contratar a Abraham por un año y medio. Pero su rendimiento fue muy negativo, estuvo varias fechas consecutivas sin ganar, y al momento de ser despedido, el elenco rojo estaba muy complicado en la parte baja de la tabla de posiciones. A finales del 2017 se anunció la contratación del técnico en Sport Rosario, para la temporada del siguiente año de la Primera División peruana, equipo que además preparaba su primera participación internacional en la Copa Sudamericana 2018. En el torneo continental enfrentó en Primera fase a Cerro empatando sin goles como locales en la ida, pero al no comenzar bien el torneo peruano, Abraham dejó el cargo antes del duelo de vuelta ante el conjunto uruguayo, tras dirigir solo 7 partidos en un período de dos meses.
En 2023 asume el cargo de la Selección femenina de fútbol sub-20 de Chile, sin embargo una serie de conflictos internos, motivo a su renuncia definitiva con solo 2 meses de trabajo.

## Como entrenador
| Club                                         | País  | Año       | PJ  | PG | PE | PP | Efectividad |
| -------------------------------------------- | ----- | --------- | --- | -- | -- | -- | ----------- |
| Fernández Vial                               | Chile | 2012      | 16  | 7  | 3  | 6  | 50%         |
| Curicó Unido                                 | Chile | 2012-2013 | 48  | 18 | 16 | 14 | 48.61%      |
| Ñublense                                     | Chile | 2013-2014 | 28  | 12 | 2  | 14 | 45.23%      |
| Deportes Temuco                              | Chile | 2014-2015 | 48  | 18 | 12 | 18 | 45.83%      |
| Magallanes                                   | Chile | 2015-2016 | 36  | 10 | 9  | 17 | 36.11%      |
| Ñublense                                     | Chile | 2016-2017 | 26  | 4  | 12 | 10 | 30.73%      |
| Sport Rosario                                | Perú  | 2018      | 7   | 1  | 2  | 4  | 23.81%      |
| Selección femenina de fútbol sub-20 de Chile | Chile | 2023      | 0   | 0  | 0  | 0  | 0%          |
| Total                                        | Total | Total     | 209 | 70 | 56 | 83 | 42.42%      |